# 第56回オールスター競輪
第56回オールスター競輪（だいごじゅうろくかいオールスターけいりん）は、2013年9月12日から9月17日まで、京王閣競輪場にて開催された、競輪のGI競走である。

## 中止・順延
台風18号の影響により、9月16日(月・祝)に開催予定だった最終日(5日目)の全競走が中止、翌17日に順延となった。なお、最終日は2番車と3番車を全レース入れ替えて行われ、イメージキャラクターの長澤まさみの京王閣来場が中止になるなど、一部のイベントが中止または内容の変更を余儀なくされた。

## 決勝戦

### 競走成績
- 9月17日（火）[3]
- 誘導員…井上嵩（東京）

| 着順 | 車番 | 選手     | 登録地 | 着差     | 決まり手 | 上がり(秒) | H/B | 特記 |
| ---- | ---- | -------- | ------ | -------- | -------- | ---------- | --- | ---- |
| 1    | 4    | 後閑信一 | 東京   |          | 捲くり   | 11.0       |     |      |
| 2    | 9    | 新田祐大 | 福島   | 3/4車輪  | 逃げ     | 11.5       | B   |      |
| 3    | 6    | 勝瀬卓也 | 神奈川 | 1車身    |          | 11.1       |     |      |
| 4    | 7    | 稲川翔   | 大阪   | 1/2車身  |          | 11.0       |     |      |
| 5    | 1    | 成田和也 | 福島   | 1車身1/2 |          | 11.3       |     |      |
| 6    | 3    | 藤木裕   | 京都   | 微差     |          | 11.4       | H   |      |
| 7    | 5    | 村上博幸 | 京都   | 3/4車身  |          | 11.4       |     |      |
| 8    | 2    | 金子貴志 | 愛知   | 1/4車輪  |          | 11.1       |     |      |
| 9    | 8    | 吉田敏洋 | 愛知   | 1車身1/2 |          | 11.5       |     |      |

### 配当金額
| 枠番二連勝複式 | 4=6   | 710円   |
| 枠番二連勝単式 | 4-6   | 1790円  |
| 車番二連勝複式 | 4=9   | 2650円  |
| 車番二連勝単式 | 4-9   | 6370円  |
| 三連勝複式     | 4=6=9 | 8630円  |
| 三連勝単式     | 4-9-6 | 55170円 |
| ワイド         | 4=9   | 680円   |
| ワイド         | 4=6   | 1420円  |
| ワイド         | 6=9   | 1840円  |

### レース概略
独走する新田に4角で追い付いた後閑が、ゴール寸前で差し切って7年ぶりのGI制覇をホームバンクで達成した。新田は2着。GI初決勝の勝瀬が後閑に乗って3着。

## その他
- 京王閣競輪場でのオールスター競輪開催は、開場以来初めてとなった（四日制[注 2]以上のGIとしても初）。

- 本来決勝戦が行われる予定だった9月16日の日本テレビ系列「ブラマヨ自転車部 美男☆美女&野獣ナマSP」は、番組内容を一部変更して予定通り放送された[5]。

- 決勝戦の地上波中継は日本テレビ系列全国ネットとは別にTOKYO MXとサンテレビでもCS中継[注 3]の同時ネットで放送される予定だったが、中止順延の影響で無くなっている。決勝戦の中継は、SPEEDチャンネルのみの放送になった。

- 表彰式は3着までの3人ではなく、優勝者のみだった。

- 五日間の総売上は108億4101万5200円で、中止順延の影響もあり目標額の120億円を大きく下回った。

### 競走データ
- 選手選考委員会の推薦による出場選手は計10名で、8地区のうち四国のみゼロだった[6]。

- 10秒7（1995年 山田裕仁）のバンクレコードタイが、2度出た（4日目5Rの新田康仁・最終日7Rの岡田征陽）。